# Myrcia madida
Myrcia madida är en myrtenväxtart som beskrevs av Mcvaugh. Myrcia madida ingår i släktet Myrcia och familjen myrtenväxter. Inga underarter finns listade i Catalogue of Life.